# 叉紋稀棘䲁
叉紋稀棘䲁（學名：Meiacanthus ditrema），為輻鰭魚綱鳚形目䲁科稀棘䲁屬的一種，分布於西太平洋摩鹿加群島與菲律賓東至美屬薩摩亞, 北至琉球群島, 南至西澳大利亞與大堡礁北方與東加海域，深度0至18公尺，本魚體延長，稍側扁，頭頂無冠膜，無鬚，下頜兩側有犬齒具有毒腺，體白色，身體上有兩條狹窄的黑色條紋，第一條沿著背鰭基部，第二條在頭部分開，在胸鰭基部連成一條條紋，並沿著中部延伸到尾鰭基部，體長可達6.5公分，棲息在沿岸珊瑚礁，通常出現在海扇或黑珊瑚，成小群活動，雌魚產附著性卵，雄魚有護卵行為，生活習性不明，可做為觀賞魚。